# Hereroland
Pour les articles homonymes, voir Herero.
1970–1989
Entités précédentes :
- Sud-Ouest africain

Entités suivantes :
- Namibie

Le Hereroland était un bantoustan autonome situé dans l'Est de la Namibie (alors Sud-Ouest africain, géré par l'Afrique du Sud) entre 1970 et 1989. Il regroupait des populations de l'ethnie Héréro et la langue officielle était le héréro.
Hereroland signifie pays des Héréros.

## Histoire
Le bantoustan du Hereroland fut créé 2 octobre 1968 à la suite du rapport de la commission Odendaal de 1964 et devient autonome le 26 juillet 1970.
En juillet 1975, le ministre de l'administration et du développement bantou de John Vorster, Michiel Coenraad Botha mit fin à un projet de délocalisation des tribus Ovaherero dans ce Bantoustan. Ce faisant, Botha mettait fin à la mise en œuvre des conclusions du rapport Odendaal et amenait Clemens Kapuuo, chef des Ovaherero à rejoindre les pourparlers constitutionnels de la Conférence de la Turnhalle qui dureront de septembre 1975 à octobre 1977.
Il est réintégré à la Namibie en mai 1989 dans les régions namibiennes d'Omaheke et d'Otjozondjupa.

## Géographie
Le Hereroland se situait dans l'Est de la Namibie, à la frontière avec le Botswana, au Nord du désert du Kalahari.
Il avait une superficie de 58 997 km² pour une population d'environ 44 000 personnes en 1964, majoritairement des Héréros.

## Politique

### Liste des chefs d'État du Hereroland
- Hereroland
  - Clemens Mutuurunge Kapuuo (chef des Héréros) : du 26 juillet 1967 au 26 juillet 1970
  - Hosea Kutako (chef des Héréros) : du 2 octobre 1968 au 26 juillet 1970
- Hereroland (autonome)
  - Clemens Mutuurunge Kapuuo (ministre en chef) : du 26 juillet 1970 au 27 mars 1978
  - Kuaima Isaac Riruako (ministre en chef) : du 7 juin 1978 au 5 décembre 1980
  - Thimoteus Tjamuaha (président du comité exécutif) : du 5 décembre 1980 à septembre 1984
  - Erastus Tjejamba (président du comité exécutif) : de septembre 1984 à août 1987
  - Gottlob Mbaukua (président du comité exécutif) : d'août 1987 à octobre 1987
  - Erastus Tjejamba (président du comité exécutif) : d'octobre 1987 à février 1988
  - Gottlob Mbaukua (président du comité exécutif) : de février 1988 à mai 1989